# Parabrachiella spinicephala
Parabrachiella spinicephala is een eenoogkreeftjessoort uit de familie van de Lernaeopodidae. De wetenschappelijke naam van de soort is voor het eerst geldig gepubliceerd in 1945 door Ringuelet.